# 트루먼 독트린
트루먼 독트린(영어: Truman Doctrine)은 권위주의적 위협에 맞서는 민주주의 국가들에 대한 미국의 지원을 약속하는 미국 외교 정책이다. 이 독트린은 냉전 기간 동안 소련권의 성장을 저지하려는 주요 목표로 시작되었다. 1947년 3월 12일 미국 의회에서 해리 S. 트루먼 대통령에 의해 발표되었으며, 1948년 7월 4일에는 공산주의 그리스 반란과 튀르키예에 대한 소련의 요구에 반대하겠다고 약속하면서 더욱 발전되었다. 더 넓은 의미에서 트루먼 독트린은 모스크바의 위협을 받는 다른 국가들에 대한 미국의 지원을 암시했다. 이는 1949년 NATO 창설로 이어졌다. 역사가들은 종종 1947년 3월 12일 트루먼 대통령의 의회 연설을 냉전의 시작으로 본다.
트루먼은 의회에 "무장 소수 세력이나 외부 압력에 의한 예속 시도에 저항하는 자유민을 지원하는 것이 미국의 정책이 되어야 한다"고 말했다. 트루먼은 전체주의 정권이 자유민을 강압하기 때문에 국제 평화와 미국의 국가 안보에 자동으로 위협이 된다고 주장했다. 트루먼은 그리스와 튀르키예가 원조를 받지 못하면 필연적으로 미국의 영향권에서 벗어나 공산주의권으로 편입될 것이며, 이는 이 지역 전체에 심각한 결과를 초래할 것이라고 주장했다.
트루먼 독트린은 유럽과 전 세계에 걸쳐 미국의 냉전 정책의 기초가 되도록 비공식적으로 확장되었다. 이는 외교관 조지 케넌이 주장한 대로 소련에 대한 미국의 정책을 전시 동맹에서 소련 팽창의 봉쇄로 전환시켰다.

## 튀르키예 해협 위기
제2차 세계 대전이 끝나자 튀르키예는 흑해와 지중해를 잇는 튀르키예 해협을 통해 소련 선박이 자유롭게 통행하도록 소련 정부로부터 압력을 받았다. 튀르키예 정부가 소련의 요구에 굴복하지 않자 이 지역에 긴장이 고조되었고, 이는 해협 지역에 해군력을 과시하는 사태로 이어졌다. 튀르키예에 대한 영국의 원조가 1947년에 종료되었으므로, 미국은 튀르키예가 해협에 대한 주요 통제권을 유지하도록 군사 원조를 파견했다. 튀르키예는 1억 달러의 경제 및 군사 원조를 받았고 미국 해군은 미드웨이급 항공모함 USS 프랭클린 D. 루스벨트를 파견했다.

## 그리스 위기

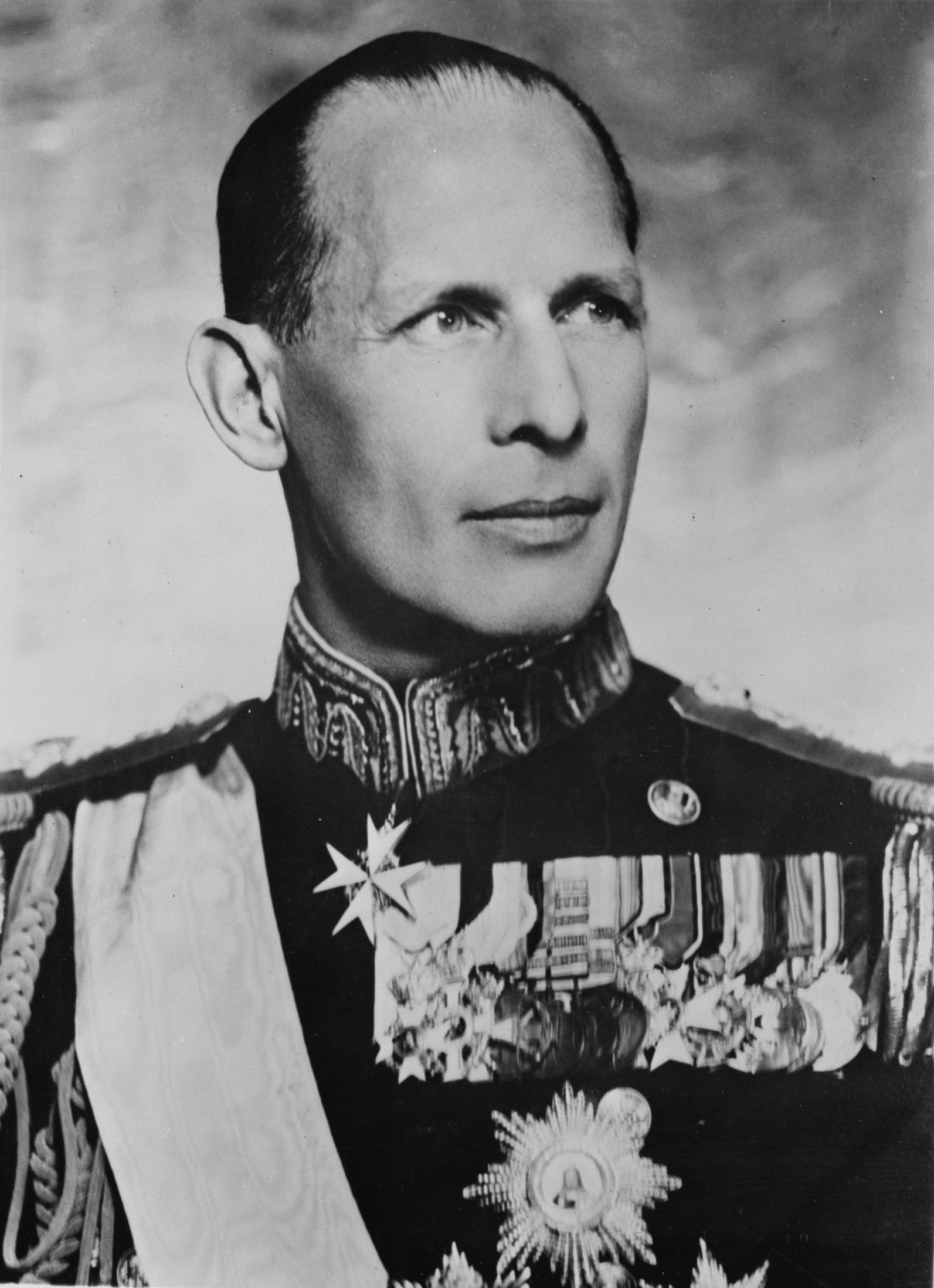
그리스 내전에서 공산주의 반군에 의해 통치가 반대되었던 그리스의 요르요스 2세 국왕 (재위 1922년~1924년, 1935년~1947년)

1944년 10월, 추축국의 점령군이 그리스에서 점차 철수함에 따라 영국군과 그리스군이 그리스에 상륙했다. 모든 그리스 저항군이 영국 지휘하의 새로운 그리스 육군에 합류해야 한다는 카세르타 협정에도 불구하고, 로널드 스코비 장군은 1944년 12월 1일 EAM의 무장 부대인 ELAS에 일방적인 무장 해제를 명령했다. EAM은 "스코비 명령"에 대응하여 12월 3일 아테네에서 항의 집회를 조직했고, 이 집회는 그리스 보안군의 발포로 28명의 시위대가 사망했다. 이 사건은 데켐브리아나를 촉발시켰는데, 이는 EAM과 그리스 정부군 및 그들의 영국 동맹군 사이에 일련의 충돌이었다. 이는 EAM의 패배와 바르키자 조약 조건에 따른 무장 해제로 끝났는데, 이는 ELAS의 종식과 EAM 권력의 붕괴를 의미했다. 이어서 그리스 좌익에 대한 박해 기간인 백색 테러가 뒤따랐으며, 이는 1946년 그리스 내전 발발에 기여했다.
내전이 발발한 후, 그리스 공산당 (KKE) 게릴라들은 KKE가 보이콧한 1946년 선거 이후 구성된 국제적으로 승인된 그리스 정부에 반란을 일으켰다. 영국은 KKE가 이웃 유고슬라비아의 요시프 브로즈 티토로부터 직접 자금을 지원받고 있다는 것을 깨달았다. 영소 백분율 협정에 따라 KKE는 소련으로부터 어떠한 도움도 받지 못했으며, 유고슬라비아는 이오시프 스탈린의 의지에 반하여 그들에게 지원과 피난처를 제공했다. 1946년 말까지 영국은 자국의 경제 쇠퇴로 인해 그리스 정부에 더 이상 군사 및 경제 지원을 제공할 수 없음을 미국에 통보했다.

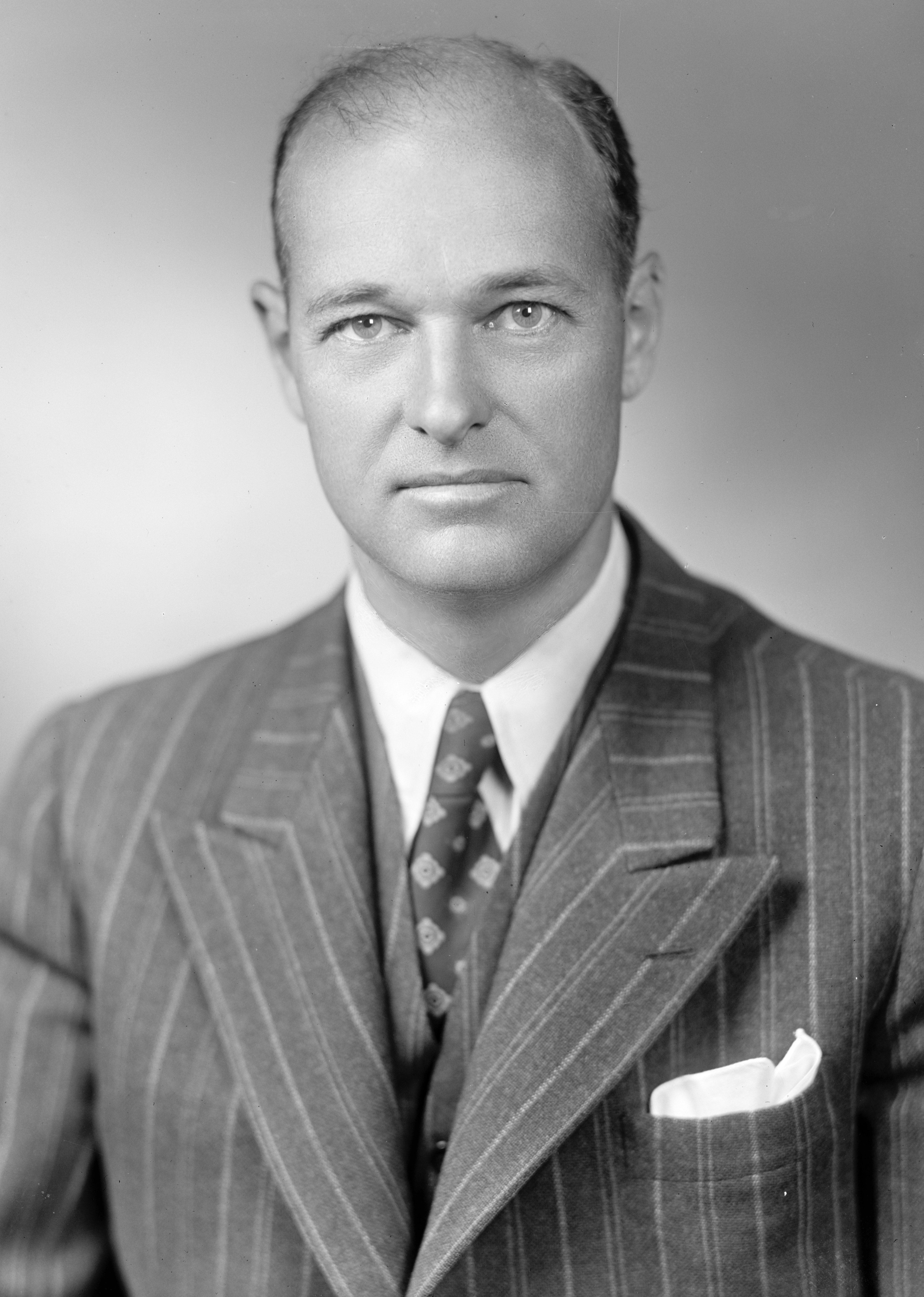
조지 케넌은 1946년에 봉쇄 독트린을 제안했다.

1946년에서 1947년에 걸쳐 미국과 소련은 전시 동맹국에서 냉전의 적대국으로 전환되었다. 독일에서 연합국의 협력이 무너지면서 트루먼 독트린의 긴장 고조의 배경이 되었다. 트루먼에게 그리스의 고조되는 불안은 중동의 석유가 풍부한 지역과 지중해의 온수항을 향한 집게 움직임처럼 보였다. 1946년 2월, 모스크바 주재 미국 외교관인 조지 케넌은 소련이 오직 힘에만 반응할 것이며 그들을 다루는 가장 좋은 방법은 장기적인 봉쇄 전략, 즉 그들의 지리적 팽창을 막는 것이라는 유명한 "장문 전보"를 보냈다. 영국이 더 이상 그리스를 도울 수 없다고 경고하고, 그리스 총리 콘스탄티노스 찰다리스가 1946년 12월 워싱턴 D.C.를 방문하여 지원을 요청한 후, 미국 국무부는 계획을 수립했다. 그리스와 튀르키예 모두에 원조를 제공하여 그들 간의 오랜 경쟁을 완화시키는 데 도움이 될 것이었다.
미국 정책 입안자들은 이 지역의 불안정성을 인식하고 있었으며, 만약 그리스가 공산주의에 넘어가면 튀르키예도 오래가지 못할 것이라고 우려했다. 마찬가지로 튀르키예가 소련의 요구에 굴복하면 그리스의 입장이 위험해질 것이라고 생각했다. 따라서 지역적인 도미노 효과 위협이 미국의 결정을 이끌었다. 그리스와 튀르키예는 지리적 이유로도 중요한 전략적 동맹국이었는데, 그리스의 함락은 소련을 튀르키예에게 특히 위험한 측면으로 만들고, 전쟁 시 소련이 동맹국의 보급선을 차단하는 능력을 강화할 것이었기 때문이다.

## 트루먼의 연설
어떤 법안이든 통과시키기 위해 트루먼은 의회의 양원을 장악하고 있는 공화당의 지지가 필요했다. 공화당의 주요 대변인 아서 밴덴버그 상원의원은 트루먼을 강력히 지지했고 로버트 태프트 상원의원과 같은 고립주의자들의 의구심을 극복했다.:127 트루먼은 주요 의회 지도자들을 자신, 국무장관 조지 마셜, 국무부 차관 딘 애치슨과 만나게 함으로써 자신의 요청을 위한 토대를 마련했다. 애치슨은 공산주의 국가를 전체 통에 감염을 퍼뜨릴 수 있는 썩은 사과에 비유하며 "도미노 이론"을 가장 극명하게 제시했다. 밴덴버그는 감명을 받았고, 트루먼에게 의회에 출석하여 "미국 국민을 겁주라"고 조언했다.:127–128 3월 7일, 애치슨은 트루먼에게 외부 원조 없이는 그리스의 공산주의자들이 몇 주 내에 승리할 수 있다고 경고했다.:545
트루먼 연설의 초안이 정책 입안자들에게 회람되었을 때, 마셜, 케넌 등은 지나친 "수사"를 포함하고 있다고 비판했다. 트루먼은 밴덴버그가 제안한 대로 자신의 요청이 위협을 강조해야만 승인될 것이라고 답했다.:546
1947년 3월 12일, 트루먼은 의회 합동 회의에 출석했다. 18분간의 연설에서 그는 다음과 같이 말했다.
나는 무장 소수 집단이나 외부 압력에 의한 복종 시도에 저항하는 자유민을 지원하는 것이 미국의 정책이 되어야 한다고 믿는다.
나는 우리가 자유민이 자신들만의 방식으로 자신들의 운명을 개척하도록 도와야 한다고 믿는다.
나는 우리의 도움이 주로 경제적 안정과 질서 있는 정치 과정에 필수적인 경제 및 재정 원조를 통해 이루어져야 한다고 믿는다.:547

트루먼의 연설에 대한 국내 반응은 대체로 긍정적이었지만, 반대론자들도 있었다. 양당의 반공주의자들은 트루먼의 제안된 원조 패키지와 그 배후의 독트린을 모두 지지했으며, 콜리어스는 이를 대통령의 "인기 대박"이라고 묘사했다.:548:129 영향력 있는 칼럼니스트 월터 리프먼은 트루먼의 약속의 개방적인 성격에 대해 더욱 회의적이었으며, 그는 독트린에 대해 애치슨과 논쟁을 벌이다가 거의 주먹다짐을 할 뻔할 정도로 강하게 느꼈다.:549:615 다른 이들은 트루먼이 옹호하려던 그리스 군주제 자체가 민주주의가 아닌 억압적인 정부라고 주장했다.:615
이러한 반대에도 불구하고, 커지는 공산주의 위협에 대한 두려움은 법안 통과를 거의 보장했다.:616 1947년 5월, 트루먼의 요청 후 두 달 만에 의회의 대다수는 그리스와 튀르키예에 4억 달러의 군사 및 경제 원조를 승인했다.:553–554:129 미국의 증액된 원조는 1946년부터 1948년까지 정부군이 임시 패배를 겪은 후 그리스 정부가 KKE를 격퇴하는 데 도움이 되었다.:616–617 트루먼 독트린은 미국이 취한 일련의 봉쇄 조치 중 첫 번째였으며, 이어서 마셜 플랜을 통한 서유럽의 경제 재건과 1949년 NATO 창설을 통한 군사적 봉쇄가 뒤따랐다.

## 장기 정책과 은유
역사가 에릭 포너는 이 독트린이 "세계 전역의 반공주의 정권에 대한 미국 원조의 선례를 세웠으며, 그 정권이 아무리 비민주적이라 할지라도, 소련에 대항하는 일련의 글로벌 군사 동맹을 창설하는 선례를 세웠다"고 썼다.
트루먼 독트린은 유럽과 전 세계에서 미국의 냉전 정책의 기반이 되었다. 역사가 제임스 T. 패터슨의 말에 따르면:
트루먼 독트린은 행정부가 이전에 시도하지 않았던 종류의 대중에게 공개된 약속이었다. 모든 '자유민'이 예속되는 것을 미국이 도와야 한다고 약속하는 포괄적인 수사학은 세계화된 약속으로 이어진 수많은 후속 사업의 무대를 마련했다. 이러한 점에서 이는 중요한 단계였다.:129
역사가 데니스 메릴은 이 독트린이 세계화된 세계에서 현대 생활에 대한 더 넓은 문화적 불안감을 다루었기 때문에 지속되었다고 주장한다. 이는 공산주의의 도미노 효과에 대한 워싱턴의 우려를 다루었고, 양당의 지지를 얻을 수 있는 언론에 민감한 독트린의 제시를 가능하게 했으며, 직접적인 군사 개입 없이 불안정한 지역을 현대화하고 안정화하기 위해 미국의 경제력을 동원했다. 이는 국가 건설 활동과 현대화 프로그램을 외교 정책의 전면에 내세웠다.
트루먼 독트린은 한 국가를 공산주의의 영향으로부터 보호하기 위한 원조의 은유가 되었다. 트루먼은 공산주의 확산의 임박한 재앙을 전달할 뿐만 아니라 전 세계 비공산주의 국가들을 보호막으로 둘러쌈으로써 그것을 봉쇄하는 "수사학적 비전"을 창조하기 위해 질병 이미지를 사용했다. 이는 트루먼의 전임자 프랭클린 D. 루스벨트가 1937년 독일과 일본의 팽창을 봉쇄하기 위해 시도했던 "침략자를 격리한다"는 정책을 반영했다 ("격리"는 전염병을 다루는 공중 보건 관리의 역할을 암시했다). 이 의료적 은유는 트루먼 독트린의 즉각적인 목표를 넘어섰는데, 재앙을 연상시키는 불과 홍수 이미지와 결합된 이 이미지는 이후 6.25 전쟁과 베트남 전쟁에서 미국이 직접적인 군사 대결로 쉽게 전환할 수 있도록 해주었다. 이념적 차이를 생사 문제로 구성함으로써 트루먼은 이 공산주의 봉쇄 정책에 대한 지지를 얻을 수 있었다.

## 같이 보기
- 봉쇄 정책
- 아이젠하워 독트린
- 해리 S. 트루먼 행정부의 외교 정책
- 자유 세계
- 미국-그리스 관계
- 자유주의적 국제주의
- 리버스코스
- 미국-튀르키예 관계

## 참고 문헌
- Beisner, Robert L. Dean Acheson: A Life in the Cold War (2006)
- Bostdorff, Denise M. Proclaiming the Truman Doctrine: The Cold War Call to Arms (2008) excerpt and text search 보관됨 2023-06-30 - 웨이백 머신
- Brands, H. W. Into the Labyrinth: The United States and the Middle East, 1945–1993 (1994) excerpt 보관됨 2023-06-30 - 웨이백 머신 pp 12–17.
- Bullock, Alan. Ernest Bevin: Foreign Secretary, 1945–1951 (1983) on British roles
- Capaccio, George. The Marshall Plan and the Truman Doctrine (Cavendish Square, 2017).
- Edwards, Lee. "Congress and the Origins of the Cold War: The Truman Doctrine," World Affairs, Vol. 151, 1989 online edition
- Frazier, Robert. "Acheson and the Formulation of the Truman Doctrine" Journal of Modern Greek Studies 1999 17(2): 229–251. ISSN 0738-1727
- Frazier, Robert. "Kennan, 'Universalism,' and the Truman Doctrine," Journal of Cold War Studies, Spring 2009, Vol. 11 Issue 2, pp 3–34
- Gaddis, John Lewis. "Reconsiderations: Was the Truman Doctrine a Real Turning Point?" Foreign Affairs 1974 52(2): 386–402. ISSN 0015-7120
- Gleason, Abbott. "The Truman Doctrine and the Rhetoric of Totalitarianism." in The Soviet Empire Reconsidered (Routledge, 2019) pp. 11–25.
- Haas, Lawrence J. Harry and Arthur: Truman, Vandenberg, and the Partnership That Created the Free World (U of Nebraska Press, 2016).
- Hinds, Lynn Boyd, and Theodore Otto Windt Jr. The Cold War as Rhetoric: The Beginnings, 1945–1950 (1991) online edition
- Iatrides, John O. and Nicholas X. Rizopoulos. "The International Dimension of the Greek Civil War." World Policy Journal 2000 17(1): 87–103. ISSN 0740-2775 Fulltext: in Ebsco
- Ivie, Robert L. (1999). 《Fire, Flood, and Red Fever: Motivating Metaphors of Global Emergency in the Truman Doctrine Speech》. 《Presidential Studies Quarterly》 29. 570–591쪽. doi:10.1111/j.0268-2141.2003.00050.x.
- Jeffrey, Judith S. Ambiguous Commitments and Uncertain Policies: The Truman Doctrine in Greece, 1947–1952 (2000). 257 pp.
- Jones, Howard. "A New Kind of War": America's Global Strategy and the Truman Doctrine in Greece (1989). 327 pp
- Kayaoğlu, Barın. "Strategic imperatives, Democratic rhetoric: The United States and Turkey, 1945–52.," Cold War History, Aug 2009, Vol. 9(3). pp. 321–345
- Kiliç, Emrullah Can, and İ. M. E. R. İtır. "Legacy of the Truman Doctrine on Turkish-American Relations: A Political Economy Perspective." Sosyoekonomi 29.50 (2021): 109-130; online for Turkish perspective 보관됨 2023-06-18 - 웨이백 머신.
- Kolko, Joyce; Kolko, Gabriel (1972). 《The Limits of Power: The World and United States Foreign Policy, 1945–1954》. New York: Harper & Row. ISBN 978-0-06-012447-2.
- Leffler, Melvyn P. "Strategy, Diplomacy, and the Cold War: the United States, Turkey, and NATO, 1945–1952" Journal of American History 1985 71(4): 807–825. ISSN 0021-8723 in JSTOR
- Lykogiannis, Athanasios. Britain and the Greek Economic Crisis, 1944–1947: From Liberation to the Truman Doctrine. (U. of Missouri Press, 2002). 287 pp. online
- McGhee, George. The U.S.-Turkish-NATO Middle East Connection: How the Truman Doctrine and Turkey's NATO Entry Contained the Soviets in the Middle East. (1990). 224 pp.
- Merrill, Dennis (2006). 《The Truman Doctrine: Containing Communism and Modernity》. 《Presidential Studies Quarterly》 36. 27–37쪽. doi:10.1111/j.1741-5705.2006.00284.x.
- Meiertöns, Heiko: The Doctrines of US Security Policy – An Evaluation under International Law (2010), ISBN 978-0-521-76648-7.
- Offner, Arnold A. "'Another Such Victory': President Truman, American Foreign Policy, and the Cold War." Diplomatic History 1999 23(2): 127–155.ISSN 0145-2096
- Pach, Chester J. Jr. Arming the Free World: The Origins of the United States Military Assistance Program, 1945–1950, (1991) online edition
- Painter, David S. (2012). 《Oil and the American Century》. 《The Journal of American History》 99. 24–39쪽. doi:10.1093/jahist/jas073.
- Pieper, Moritz A. (2012). “Containment and the Cold War: Reexaming the Doctrine of Containment as a Grand Strategy Driving US Cold War Interventions”. StudentPulse.com. 2012년 8월 9일에 원본 문서에서 보존된 문서. 2012년 8월 22일에 확인함.
- Purvis, Hoyt. "Tracing the Congressional Role: US Foreign Policy and Turkey." in Legislating Foreign Policy (Routledge, 2019) pp. 23–76.
- Spalding, Elizabeth Edwards. The First Cold Warrior: Harry Truman, Containment, and the Remaking of Liberal Internationalism (2006) online
- Spalding, Elizabeth Edwards. "The enduring significance of the Truman doctrine." Orbis 61.4 (2017): 561–574.